# 奥德拉迪夫卡 (哈尔科夫州)
49°11′59″N 35°32′24″E / 49.19972°N 35.54000°E
奧德拉迪夫卡（烏克蘭語：Одрадівка）是位於烏克蘭東部的村莊，由哈爾科夫州别列斯京区的納塔利內市鎮負責管轄。該村始建於1883年，面積0.62平方公里，海拔高度100米，2001年人口64，人口密度每平方公里102.6人。